# Елсмир Порт
Елсмир Порт (енгл. Ellesmere Port) је град у Уједињеном Краљевству у Енглеској. Према процени из 2007. у граду је живело 68.398 становника.

## Становништво
Према процени, у граду је 2008. живело 68.398 становника.
| 1981.  | 1991.  | 2001.  |
| ------ | ------ | ------ |
| 65,829 | 64,504 | 66,265 |